# كرايغ ستيوارت جيربر
كرايغ ستيوارت جيربر (بالإنجليزية: Craig Gerber)‏ هو لاعب كرة قاعدة أمريكي، ولد في 8 يناير 1959 في شيكاغو في الولايات المتحدة.

## وصلات خارجية
- كرايغ ستيوارت جيربر على موقعبيزبول رفرنس.كوم (الدوري الرئيسي) (الإنجليزية)
- كرايغ ستيوارت جيربر على موقعبيزبول رفرنس.كوم (الدوري الثانوي) (الإنجليزية)